# Sankt Pölten

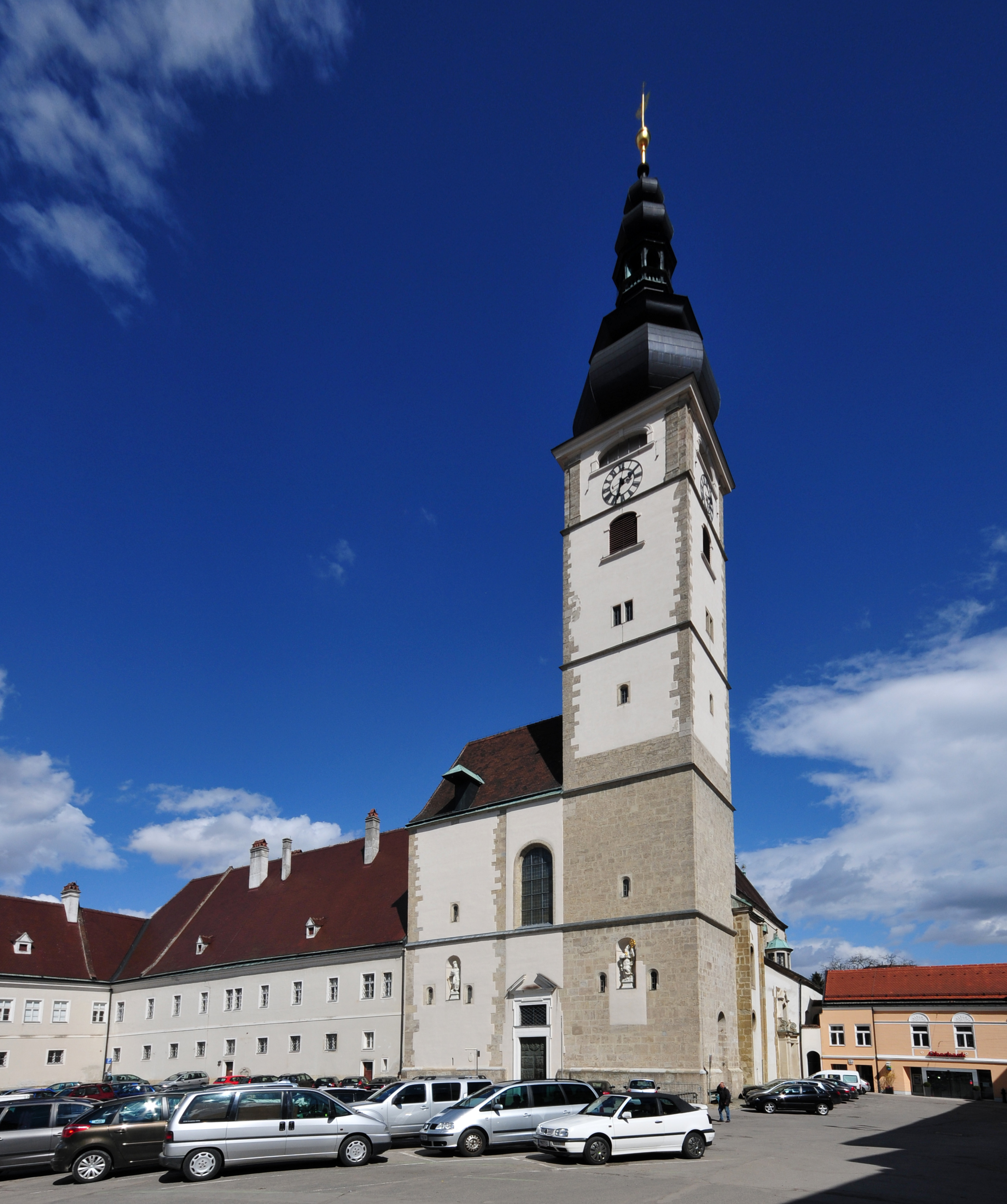
Dom

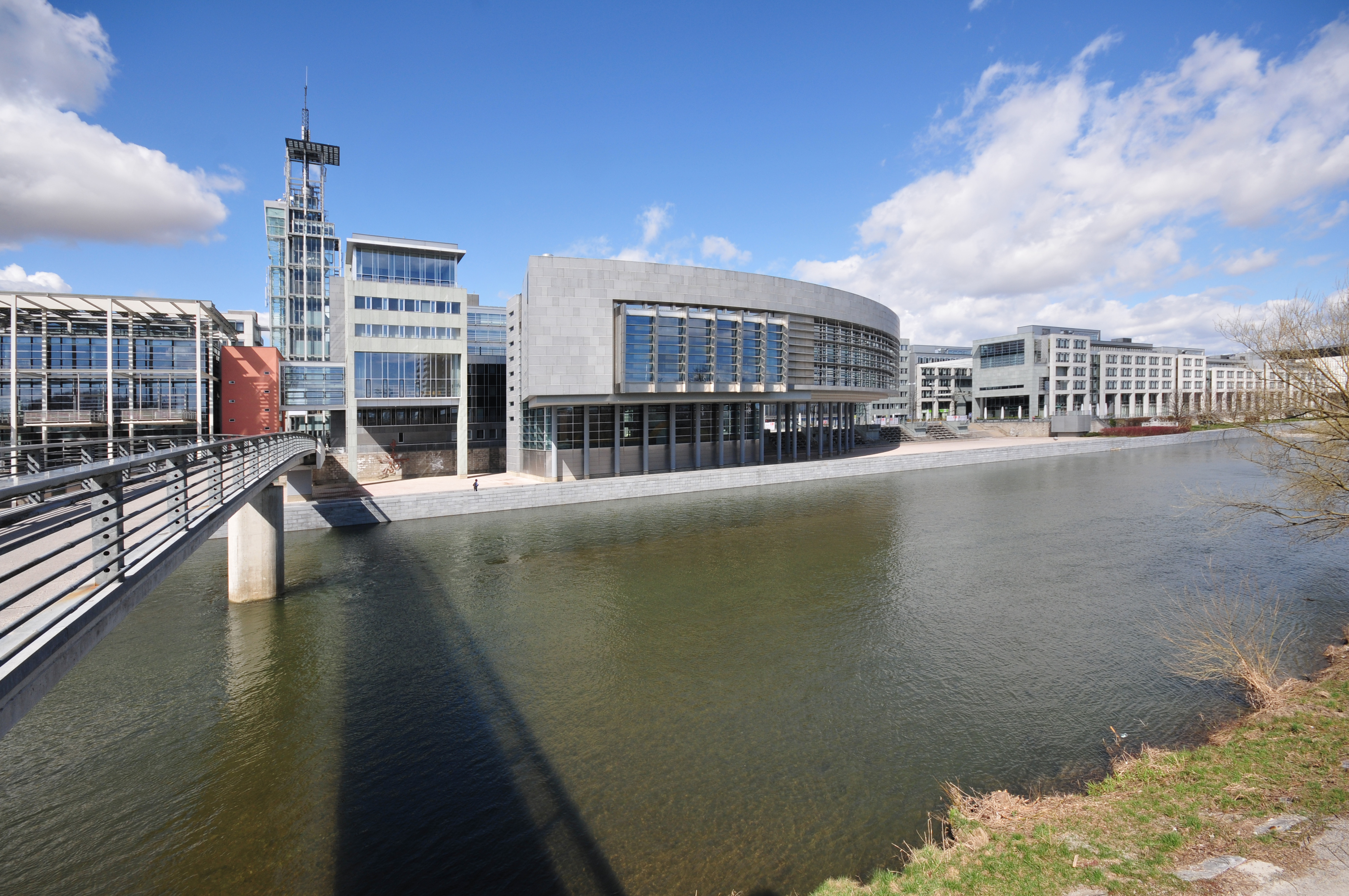
Landhaus

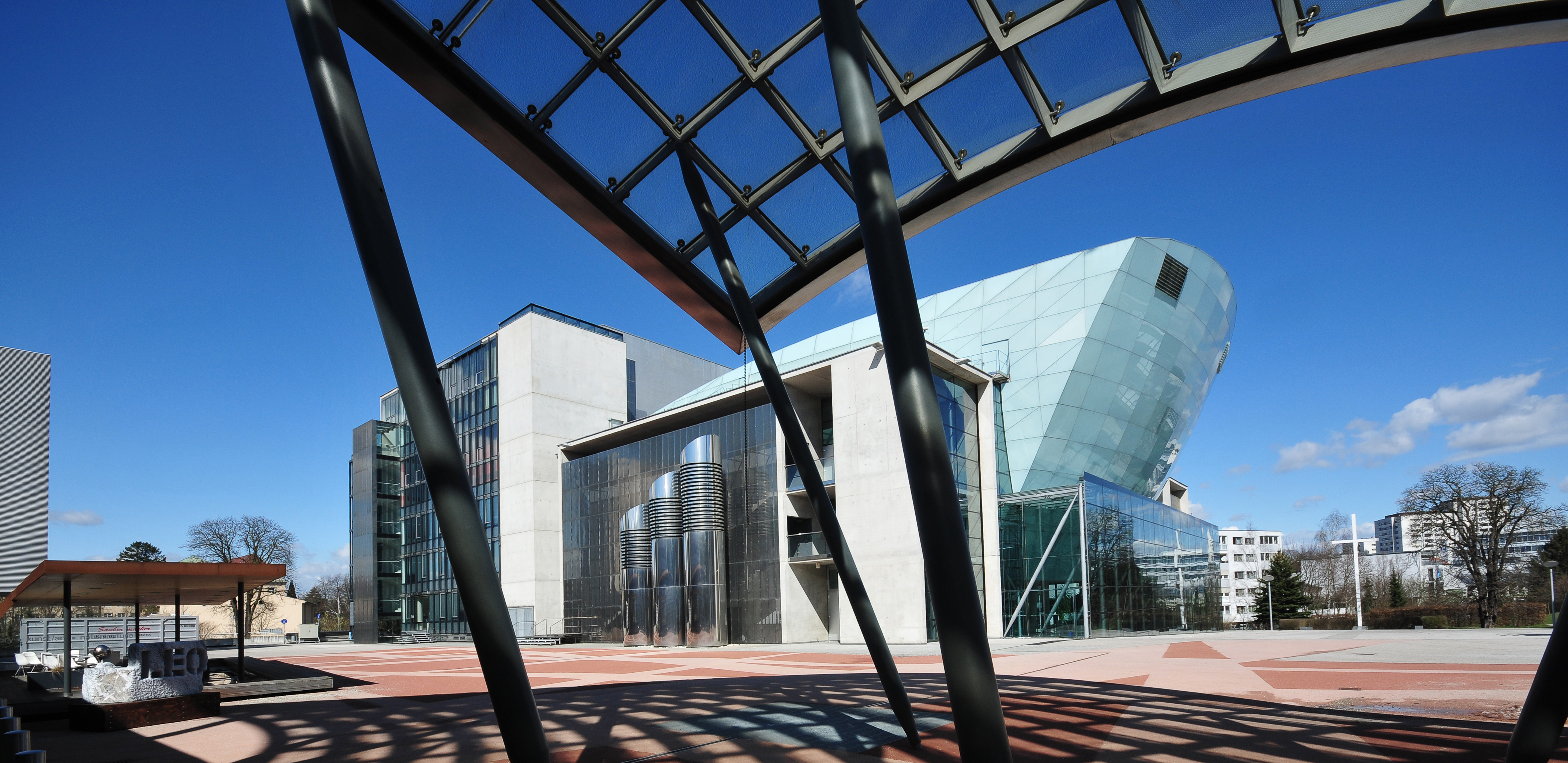
Festspielhaus

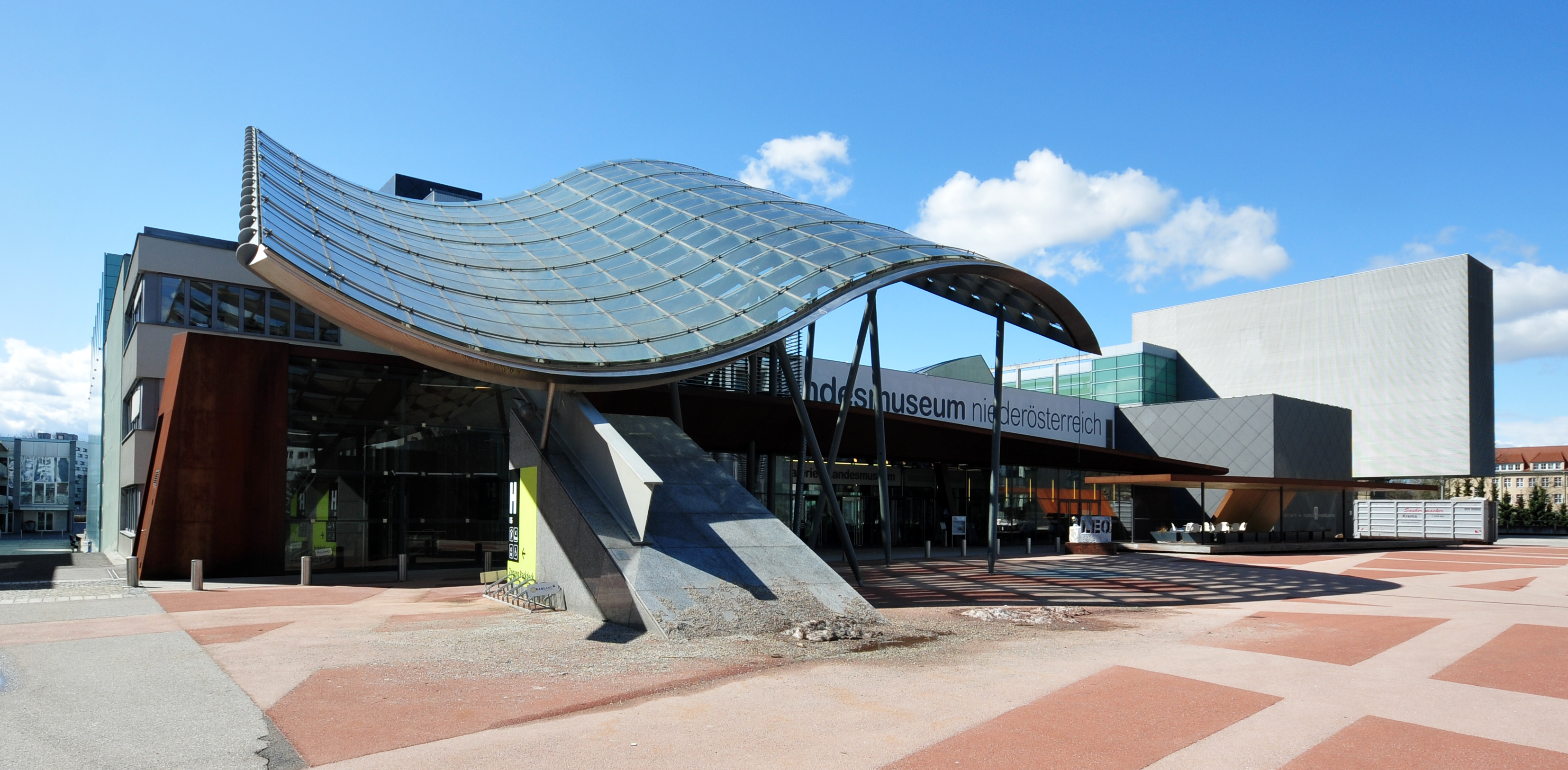
Landesmuseum

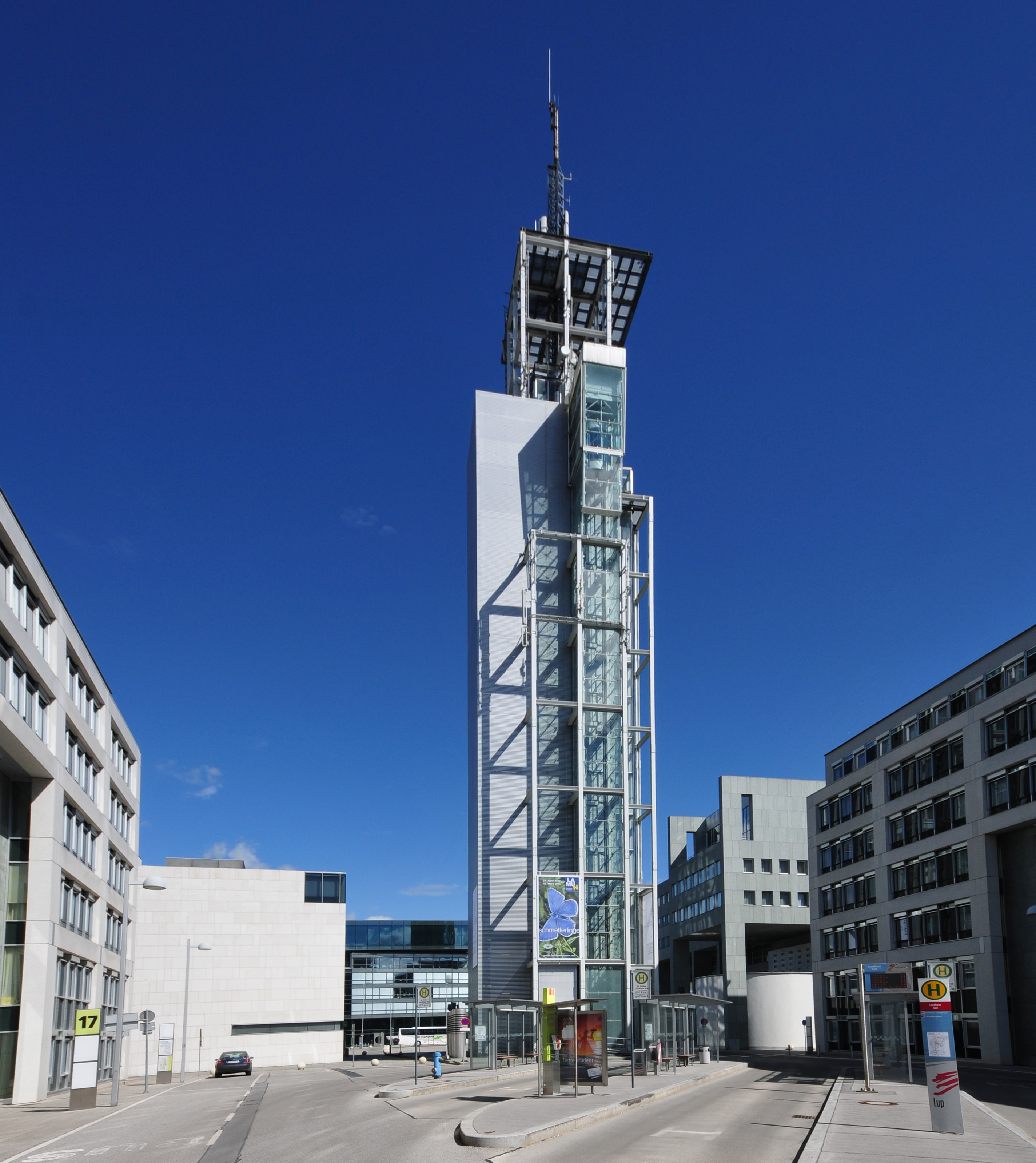
Klangturm

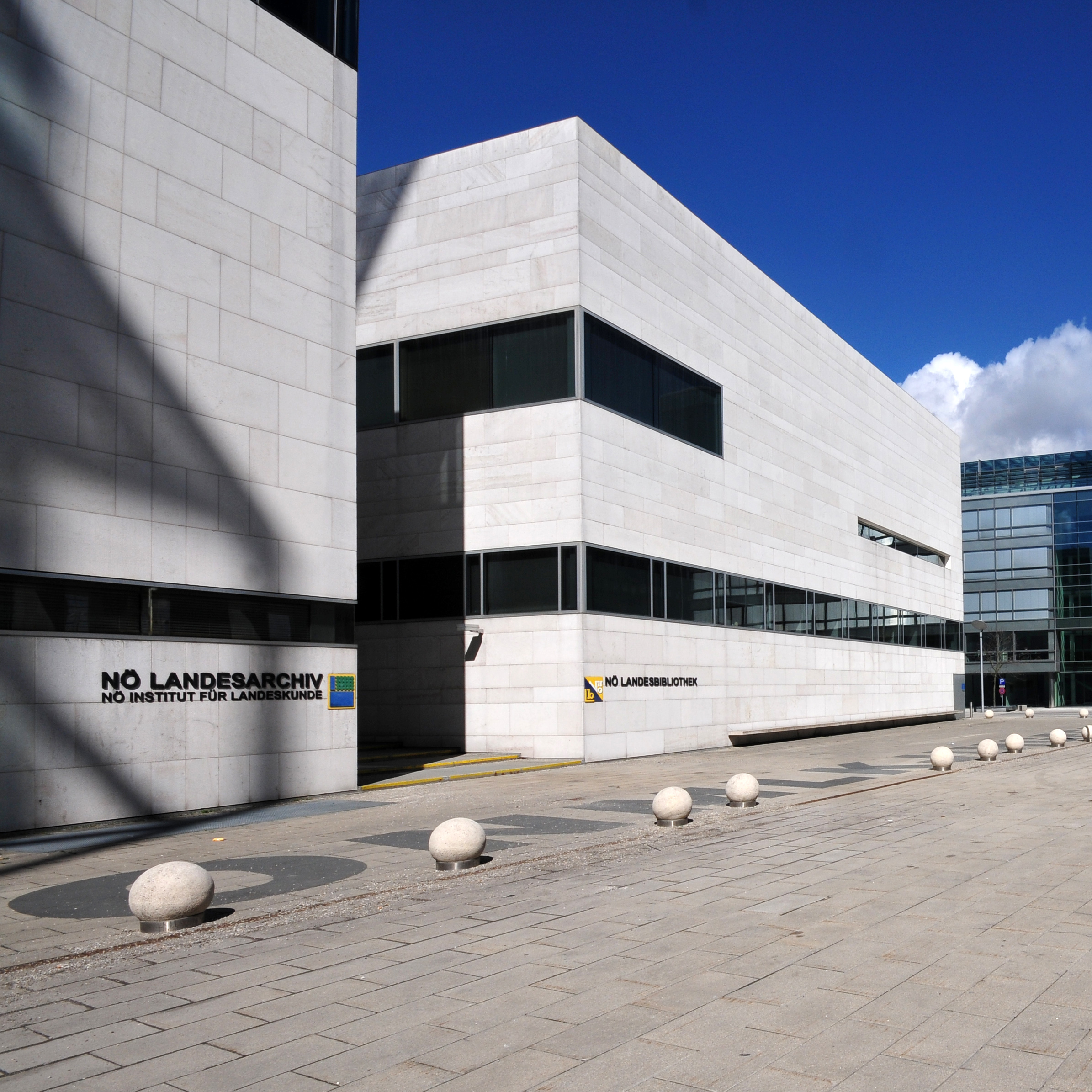
Landesbibliothek

Sankt Pölten (Saint-Hippolyte) est l'actuelle capitale du Land de Basse-Autriche, depuis un référendum de 1986.
Elle a reçu le Prix de l'Europe de 2001.

## Histoire
La ville a été créée, au Ier siècle de notre ère, par les Romains, qui l’appelaient Ælium Cetium. La ville est la plus jeune des capitales de l’État fédéral autrichien. C'est ici que fut établi le premier monastère de Basse-Autriche dès 791, à l’époque carolingienne. Ce monastère était dédié à saint Hippolyte dont le nom se transforma en Pölten.

## Économie
Le siège du groupe Glanzstoff se situe à Sankt Pölten, où fut fondée l'entreprise en 1906.

## Transport

### Train
La gare centrale de Saint Pölten, St. Pölten Hauptbahnhof, est située sur le réseau ouest de la ÖBB, et est aussi le terminus du Leobersdorfer Bahn (de), du Mariazellerbahn, et du  Tullnerfelder Bahn (de), ainsi que du chemin de fer régional à Krems.

### Automobile
Sankt Pölten est à l'intersection de l'autoroute A1 de Western et le Kremser Speedway S33 et est traversée par la Vienne route B1. Sankt Pölten étant une jonction entre les lignes de bus de Wieselbus, qui fournit des connexions radiales entre la capitale et les différentes régions de Basse-Autriche.

## Villes jumelées
La ville de Sankt Pölten est jumelée avec :
- Kurashiki (Japon) depuis 1957
- Heidenheim an der Brenz (Allemagne) depuis 1967
- Clichy (France) depuis 1968
- Brno (Tchéquie) depuis 1990
- Altoona (États-Unis) depuis 2000
- Wuhan (Chine) depuis 2005

## Quartiers et communes cadastrales
- Altmannsdorf
- Dörfl bei Ochsenburg
- Eggendorf
- Ganzendorf
- Hafing
- Harland
- Hart
- Kreisberg
- Matzersdorf
- Mühlgang
- Nadelbach
- Oberradlberg
- Oberwagram
- Oberzwischenbrunn
- Ochsenburg
- Pengersdorf
- Pottenbrunn
- Pummersdorf
- Ragelsdorf
- Ratzersdorf an der Traisen
- Reitzersdorf
- Schwadorf
- Spratzern
- St. Georgen am Steinfelde
- St. Pölten
- Stattersdorf
- Steinfeld
- Teufelhof
- Unterradlberg
- Unterwagram
- Unterzwischenbrunn
- Viehofen
- Völtendorf
- Waitzendorf
- Wasserburg
- Weitern
- Wetzersdorf
- Windpassing
- Witzendorf
- Wolfenberg
- Wörth
- Zwerndorf

## Culture et patrimoine

### Théâtres
- Bühne im Hof
- Festspielhaus St. Pölten (en)
- Stadttheater St. Pölten

### Musées
- Museum am Dom St. Pölten
- Museum im Hof
- Niederösterreichisches Landesmuseum
- NÖ Dokumentationszentrum für Moderne Kunst
- Stadtmuseum St. Pölten

### Sports
- La ville abrite le club de basket-ball UKJ Sankt Pölten et le club de football SKN Sankt Pölten.
- La ville a accueilli le tournoi de tennis ATP de Sankt Pölten de 1994 à 2005.

### Personnalité liée à la commune
- Maria Fischer (1897-1962), ouvrière et résistante ;
- Johann Lahodny, médecin autrichien, gynécologue et obstétricien spécialisé en oncologie obstétrique ;
- Tina Lechner (1981-), photographe ;
- Franz Rautek (1902-1989), inventeur d'une manœuvre de premier secours.